# Thierry Fabre
Thierry Fabre (Montpellier, 5 de marzo de 1982) es un deportista francés que compitió en judo. Ganó una medalla de bronce en el Campeonato Mundial de Judo de 2010, en la categoría de –100 kg.

## Palmarés internacional
| Campeonato Mundial | Campeonato Mundial | Campeonato Mundial | Campeonato Mundial |
| Año                | Lugar              | Medalla            | Categoría          |
| ------------------ | ------------------ | ------------------ | ------------------ |
| 2010               | Tokio (Japón)      | Medalla de bronce  | –100 kg            |